# Pierre tournante (Fresney-le-Puceux)
Pour les articles homonymes, voir Pierre tournante.
La Pierre Tournante, appelée aussi Pierre du Camp Bérot ou Pierre de Cambero, est un menhir situé au lieu-dit « Planche à la Housse » au « Champ Bérot » sur la commune de Fresney-le-Puceux dans le département du Calvados.

## Description
Le menhir est couché, partiellement enterré, en plein champ à l'orée de la forêt de Cinglais. C'est un poudingue très délabré de forme pyramidale qui mesure près de 2,70 m de longueur et 1 m de hauteur à l'extrémité la plus haute.

## Protection
Le menhir fait l’objet d’un classement au titre des monuments historiques depuis le 25 janvier 1956.

## Légendes
Selon la tradition, la pierre tourne sur elle-même chaque année, durant la nuit de Noël.
« Une des personnes les plus âgées du pays a lu jadis un roman intitulé  La Rose de Fresney, dans lequel on raconte qu'un moine de l'abbaye de Barbery, nommé don Bernard, aurait attendu le diable sur la Pierre de Cambero, la nuit de Noël, afin qu'elle le transportât à Rome, pour y lire l'Évangile à la messe de minuit. Le moine et la pierre aurait fait le voyage et, depuis cette époque, tous les ans, à la même heure de la nuit de Noël, la pierre tournerait? »